# Protiletecký kryt
Protiletecký kryt je zvláštní typ stavby (či adaptovaný stavební prostor stávajících budov či podzemních objektů) určený pro ochranu osob před leteckými útoky. Protiletecké kryty poskytují možnost ukrytí před tlakovou vlnou, požáry, bojovými plyny, pronikavým radioaktivním zářením, radioaktivním spadem, střepinami tříštivých pum, úlomky trosek budov při leteckých náletech.
Některé typy krytů jsou dimenzované i na přímý zásah leteckou pumou velké ráže. Některé stavby protileteckých krytů jsou zřizovány jako trvalé či víceúčelové stavby, jiné jen jako provizorní či improvizované. Stavby protileteckých krytů mohou být různého provedení od nadzemních masivních staveb, adaptovaných či pro tyto účely vybudovaných suterénů a sklepů, mělce založených podpovrchových objektů až po hluboko (až desítky metrů) v podzemí umístěné protiletecké štoly.
Jako prostor pro ukrytí osob slouží i jejich rozptýlení do lesů, polí či zvláštních zón, kde se neprovádí letecké údery. 

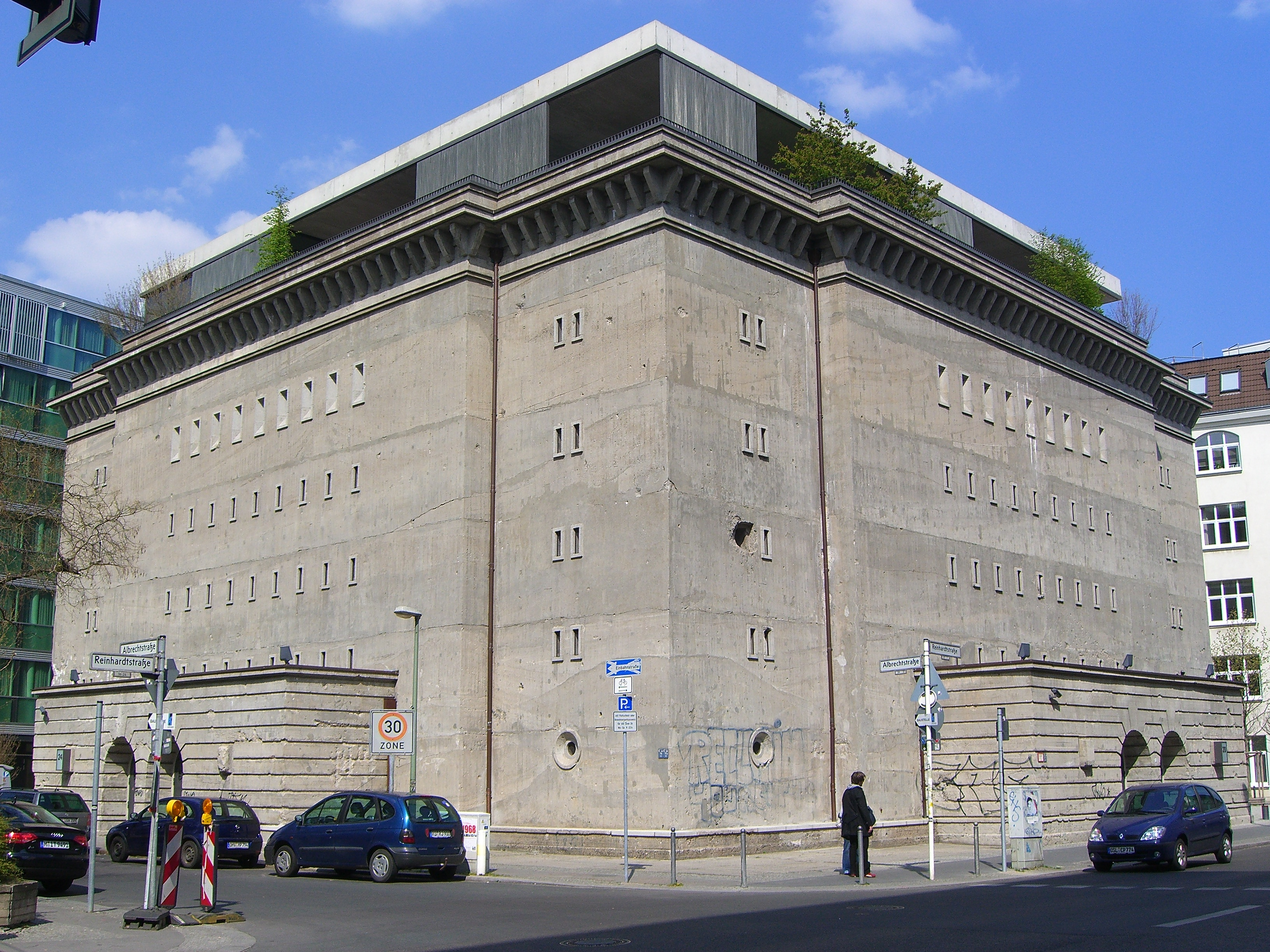
Protiletecký kryt v Berlíně slouží jako soukromé muzeum současného umění

V Československu 1935-1938 se PL stavby dělily:
- kryty CPO (civilní protiletecká ochrana)
- kryty ZPO (závodní protiletecká ochrana)

Za války se kryty dělily obdobně
- kryty LS (civilní protiletecká ochrana, Luftschutz)
- kryty WLS (závodní protiletecká ochrana, Werkluftschutz)

V Československu 1945-1990 se základní stavby protileteckých úkrytů dělily na:
- kryty CO (civilní ochrana)
- kryty ZCO (závodní civilní ochrana)
- chráněná pracoviště
- velitelská stanoviště
- víceúčelové stavby

Podle stavebního provedení se kryty členily v letech 1935-1945
- protiletecké věže např. typ Winkelturm
- protiletecké masivní budovy (za 2. sv. války tzv. Hochbunkern)
- schodišťové kryty (v budovách)
- kryty domovní (ve sklepích a suterénech)
- kryty štolové (za 2. sv. války: Luftschutzstollen, zkratka LSS)
- kryty zákopové
  - a.) kryté protiletecké zákopy (Luftschutzdeckungsgraben)
  - b.) otevřené protiletecké zákopy (Luftschutzgraben)
- kryty kruhové (LS-RdB = Luftschutz - Rundbau)
- kryty ostatní
- velitelská stanoviště
- ošetřovny
- další

Později podle dalších kritérií (stavební řešení)
- Stálý tlakově odolný úkryt
- Protiradiační úkryt (improvizované kryty)

Podrobněji
- Štolové kryty (STOÚ)
- Monolitické stavby (STOÚ)
- Vrstvené stavby (STOÚ)
- Trubicové kryty (obdoba zákopových krytů. STOÚ)
- Domovní kryty (STOÚ, často sklepy, někdy jen protiradiační kryty)
- Víceúčelové stavby (Velkokapacitní STOÚ, Metro, garáže, biografy, atp)
- Další

Nebo
- KZ
- ST
- ŠT

Nebo
- Velkokapacitní kryty
- Malokapacitní kryty
- Víceúčelové stavby

Podle určení jako:
- Úkryty pro civilní obyvatelstvo
- Úkryty pro pořádkové jednotky a jednotky CO (požárníci, zdravotníci, asanační služba, obnovovací služba, pořádkové jednotky atp)
- Ošetřovny
- Velitelská stanoviště (ŠTOK)
- Další

## Kryty domovní

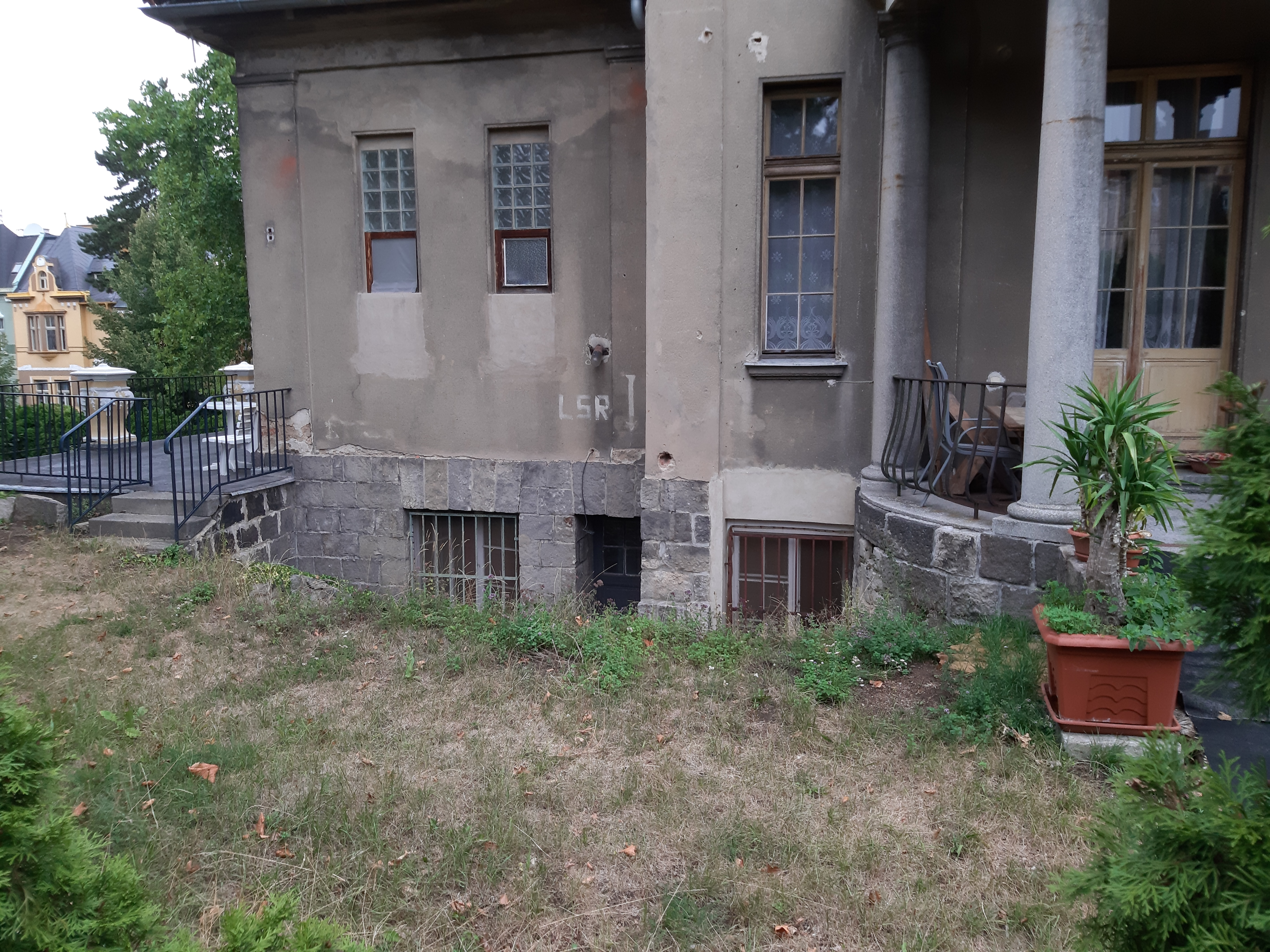
Šipka označující Protektorátní "Luftschutzraum" ve sklepě Sudetské vily, v Teplicích.

Domovní kryty jsou budovány v podsklepených částech činžovních, rodinných domů atp.
Mnohdy se zesilují dodatečnými pilíři, vloženými průvlaky a překlady, popř. ocelovými stropnicemi a stojkami či dřevěnou výdřevou

## Kryty zákopové
Budovaly se již před válkou (i v Československu), často také otevřené typy nebo s dřevěnou výdřevou. Principiálně vycházely ze zkušeností se zákopy z 1. světové války. Za 2. sv. války se zákopové kryty nejprve budovaly z cihel a železobetonových prefabrikátů, později z dusaného betonu a žb. prefabrikátů a jejich kombinací nebo jako otevřené zákopy či dřevozemní stavby.
Tvar chodeb zákopových krytů byl zprvu rovné stěny s valenou klenbou, později eliptický či vejčitý profil s rovnou podlahou, často budované z žb. prefabrikátů a dusaného betonu. Později zesilované různě silnými rozpraskovými deskami proti přímému zásahu leteckých pum malých ráží či proti přímému zásahu segmentů (submunicí) kontejnerových pum.
Počet ukrývaných ve druhoválečných zákopových krytech neměl přesáhnout počet 300 osob a byly rozděleny do jednotlivých až 6 sekcí. Realizovalo se několik základních půdorysných typů: přímé varianty s odskočením každé sekce, lomené varianty (typ zig-zag) ve tvaru velkého dvojitého W, ve tvaru písmene L, a různé kombinace. Ukrývaní do krytu nastupovali ve spořádaném tvaru (dvojstupu) a obsazovali lavičky po stranách chodby. Filtroventilace nebyla zřizována, každý ukrývaný měl mít při nástupu do krytu svoji plynovou masku, v případě potřeby se větrací otvory ucpávaly dřevěným špalkem s těsněním, dveře do krytu byly zpravidla z masivních fošen, tento typ krytu byl určen na ukrytí v řádu desítek minut po dobu náletu, ihned po ukončení náletu by se ukrývaní začali podílet na odstraňování škod způsobných náletem. Toalety (kbelíky) byly ve výklencích v místech lomení sekcí. Zákopové kryty ZPO se původně stavěly v těsné blízkosti výrobních objektů, často podél továren či na nádvoří závodů, továrních třídách atp. Později se budovaly ve větším perimetru (do 1500 m) od továren, ve skupinách 5-15 objektů v poměrně těsné blízkosti, s jedním velkým společným stavebním dvorem. Veřejné zákopové kryty se budovaly na veřejných prostranstvích, parcích či domovních dvorech, podél ulic, podle možností. Už v době krátce po jejich výstavbě byly mnohdy zanedbané, bez laviček a nezřídka posloužily jako WC. Na území ČR se vybudovaly tisíce zákopových krytů, jen v Praze jich bylo cca 200. Těsně po válce se zákopové kryty začaly likvidovat, ale s ohledem na vývoj situace byla jejich likvidace zastavena a některé byly reaktivovány jako improvizované (protiradiační) kryty některé byly dokonce vybaveny FV aparaturou. Koncepčně z nich vycházeli poválečné trubicové kryty. Po uvolnění mezinárodní situace koncem 50. let byla většina zákopových krytů CO ve městech reaktivována, ale řada se jejich udržovala jako protiradiační pro závodní CO, ale především proto, aby se splnily kondice na počty ukrývaných.
Opuštěné a později zasypané zákopové kryty zděné, betonové či dřevozemní jsou často zaměňovány za různé "tajné chodby" - viz případ "tajné" chodby u zámku v Ostravě - Porubě.